# Taxillus assamicus
Taxillus assamicus är en tvåhjärtbladig växtart som beskrevs av Danser. Taxillus assamicus ingår i släktet Taxillus och familjen Loranthaceae. Inga underarter finns listade i Catalogue of Life.